# 森本春子
森本 春子（もりもと はるこ、1929年11月11日-）は、山谷のホームレス伝道で知られる婦人伝道者。聖愛基督福音教会、聖川福音教会、よみがえり祈祷院を創立。福岡高等簿記専門学校、日本聖書神学校卒業。

## ミニストリー
1929年熊本県矢部町に生まれる。生後まもなく両親は離婚。母は春子が5歳のときに日本に帰化した韓国人と再婚したが上手くいかず祖母宅で暮らしていたが、前父に連れられ博多で前父とその妻（義母・韓国人）の養女として暮らすことになる。博多にいた従姉と西南学院の教会学校へ足を運んだことがキリスト教との出会いである。
1947年、韓国にて亡命中のクリスチャンの中国人富豪（漢方医）と結婚。政治情勢により財産を失い、1974年、夫を脳卒中で亡くした。
1972年から東京の山谷にて伝道活動を始める。この活動は1992年にNHKのプライム10でも放送された。

## 著書
- 『聖霊（愛）は奇跡の原動力』森本春子著

### 関連書籍
- 『愛の絶叫-山谷伝道に命を賭けた森本春子の軌跡-』野口和子編著（伝記）
- 『山谷の母、神の愛を叫ぶ』荒井史朗撮影（写真集）
- 『山谷のおとうさんのうた』まどかまこ著 森本春子監修（絵本）